# Corey Millen
Corey Eugene Millen (* 30. März 1964 in Duluth, Minnesota) ist ein ehemaliger US-amerikanischer Eishockeyspieler (Stürmer), der von 1990 bis 2002 für die New York Rangers, Los Angeles Kings, New Jersey Devils, Dallas Stars und Calgary Flames in der National Hockey League und für die Kölner Haie in der DEL aktiv war.

## Karriere
Corey Millen begann seine professionelle Karriere 1982 an der Universität von Minnesota. Im selben Jahr wurde der rechts schießende Angreifer von den New York Rangers beim NHL Entry Draft 1982 an 57. Stelle gedraftet. Er spielte vier Jahre im Universitäts-Team, unterbrochen von einem Jahr in der US-amerikanischen Olympiaauswahl, mit der er auch an den Olympischen Spielen in Sarajevo teilnahm. 1987/88 spielte er ein weiteres Jahr ausschließlich für das Nationalteam der USA und kam zu seinem zweiten Einsatz bei Olympia.
Im Anschluss daran, wechselte er erstmals nach Europa und spielte eine Saison für den schweizerischen Nationalligisten HC Ambrì-Piotta. Bei der Eishockey-Weltmeisterschaft 1989 vertrat er erneut sein Land, wurde aber nach zwei Vorrundenspielen positiv auf nicht-anabolisches Testosteron getestet und vom Turnier ausgeschlossen. Bei den Olympischen Spielen 1984 war er bereits positiv auf Testosteron getestet worden. Damals wurde von Ärzten festgestellt, dass sein Körper zu viel natürliches Testosteron produziert. Die IIHF ließ diese Erklärung 1989 nicht mehr gelten und sperrte ihn für 18 Monate. Zur Saison 1989/90 wechselte er zurück nach Nordamerika und unterzeichnete einen Vertrag bei den New York Rangers. Bis 1997 spielte er in der NHL für die Rangers, die Los Angeles Kings, die New Jersey Devils, die Dallas Stars und die Calgary Flames. Seinen größten Erfolg feierte er 1992/93, als er mit den Kings das Stanley-Cup-Finale erreichte, wo man allerdings den Montréal Canadiens in fünf Spielen unterlag.
1997 wechselte Millen dann ein zweites Mal über den Atlantik, diesmal nach Deutschland, wo er in der DEL für die Kölner Haie spielte. In den fünf Jahren, die er am Rhein aktiv war, wurde er mit den Haien einmal deutscher Meister (2001/02) und einmal Vizemeister (1999/2000). In den beiden darauf folgenden Jahren spielte er noch mal kurzfristig beim HC Lugano und dem EHC Visp in der ersten beziehungsweise zweiten schweizerischen Liga, ehe er 2004 seine Karriere beendete.

## Erfolge und Auszeichnungen
- 1986 NCAA West Second All-American Team
- 1988 Bester Torschütze der NLA-Playoffs (8 Tore)
- 1988 Spengler-Cup-Gewinn mit den USA Selects
- 1988 Spengler Cup All-Star Team
- 2001 Bester Torschütze der DEL (34 Tore)
- 2002 Deutscher Meister mit den Kölner Haien

## Karrierestatistik
(Legende zur Spielerstatistik: Sp oder GP = absolvierte Spiele; T oder G = erzielte Tore; V oder A = erzielte Assists; Pkt oder Pts = erzielte Scorerpunkte; SM oder PIM = erhaltene Strafminuten; +/− = Plus/Minus-Bilanz; PP = erzielte Überzahltore; SH = erzielte Unterzahltore; GW = erzielte Siegtore; 1 Play-downs/Relegation; Kursiv: Statistik nicht vollständig)